# Petronor

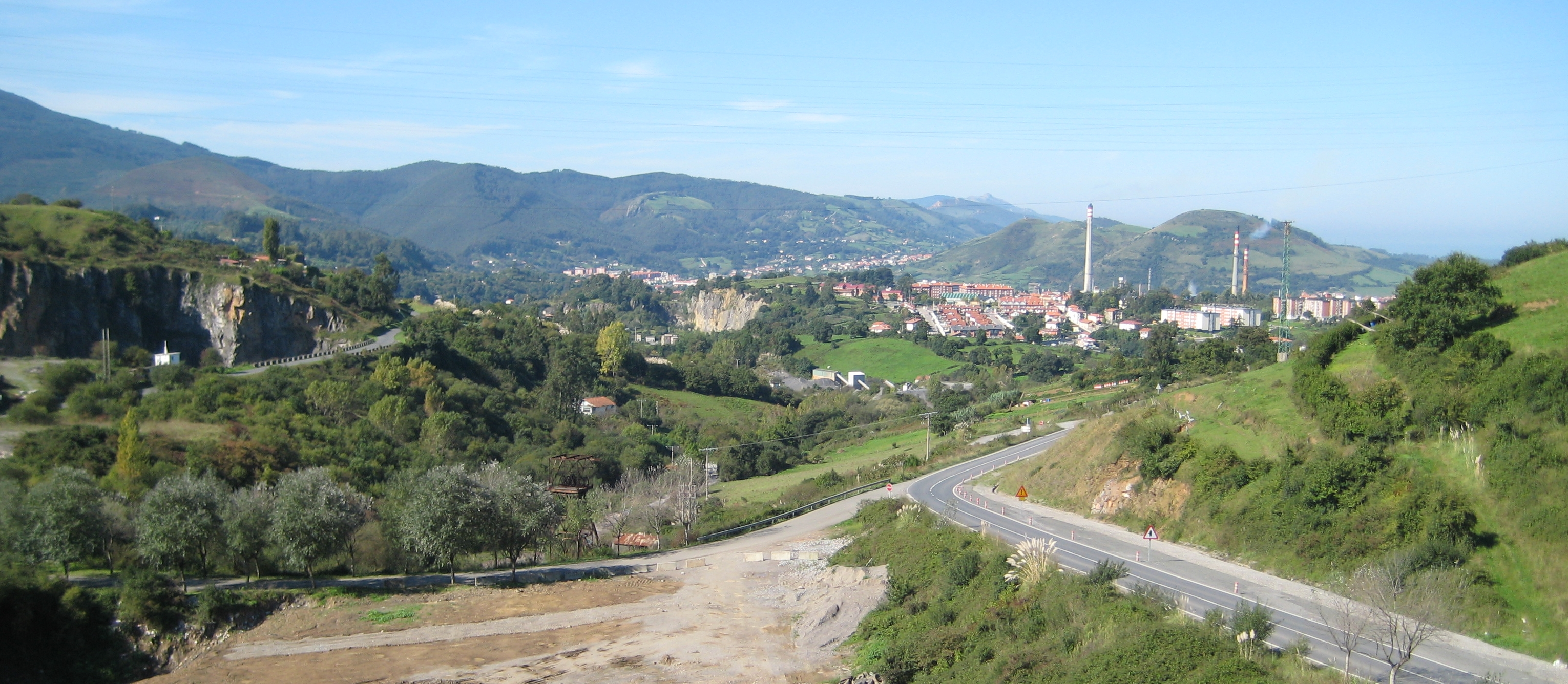
Blick auf Muskiz mit Petronor

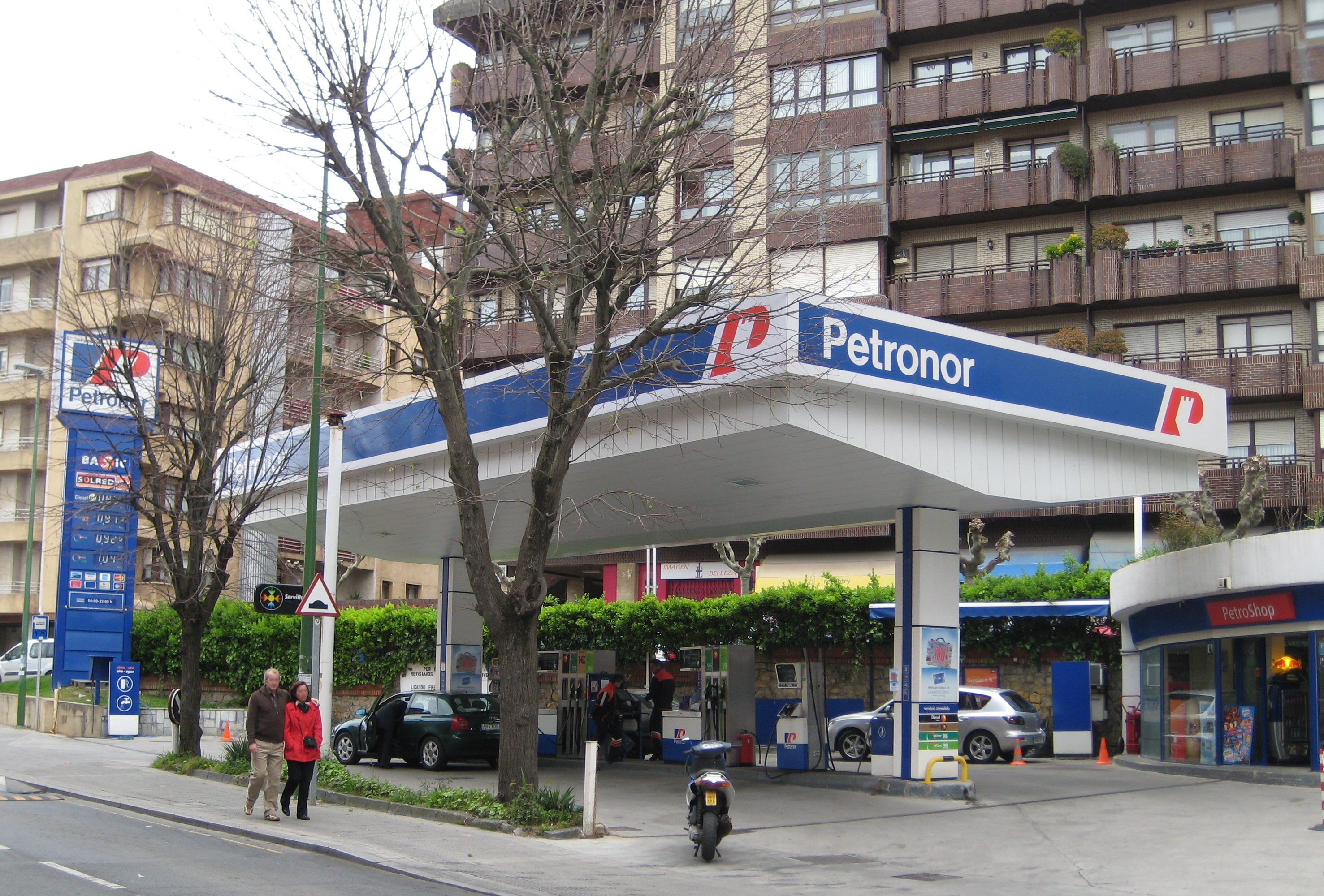
Petronor Tankstelle in Getxo

Petronor (abgekürzter Name der Petróleos del Norte, S. A.) ist ein spanisches Petrochemieunternehmen mit Sitz im Ort Muskiz (Provinz Bizkaia im Baskenland). Die Firma wurde 1968 gegründet.
Die Raffinerie des Unternehmens in Muskiz ist die größte in Spanien und verarbeitet im Jahr 11 Millionen Tonnen Kohlenwasserstoffe. Petronor erreichte im Jahr 2007 bei einem Umsatz von 5,6 Milliarden Euro einen Unternehmensgewinn von 295 Millionen Euro.
Petronor unterhält außerdem in Nordspanien ein Tankstellennetz.
85,98 % des Firmenkapitals gehören dem Petrochemiekonzern Repsol, den Rest hält die Sparkasse der Provinz Biskaya Bilbao Bizkaia Kutxa. Der Präsident der Firma ist seit Juni 2015 Emiliano López Atxurra.